# Caressa Cameron
Caressa Venal Cameron-Jackson, née le 4 août 1987, est une reine de beauté américaine élue, à sa quatrième tentative, Miss Virginia (en) 2009, puis Miss America 2010,.

## Source de la traduction
- (en) Cet article est partiellement ou en totalité issu de l’article de Wikipédia en anglais intitulé « Caressa Cameron » (voir la liste des auteurs).